# 블라디미르 유롭스키

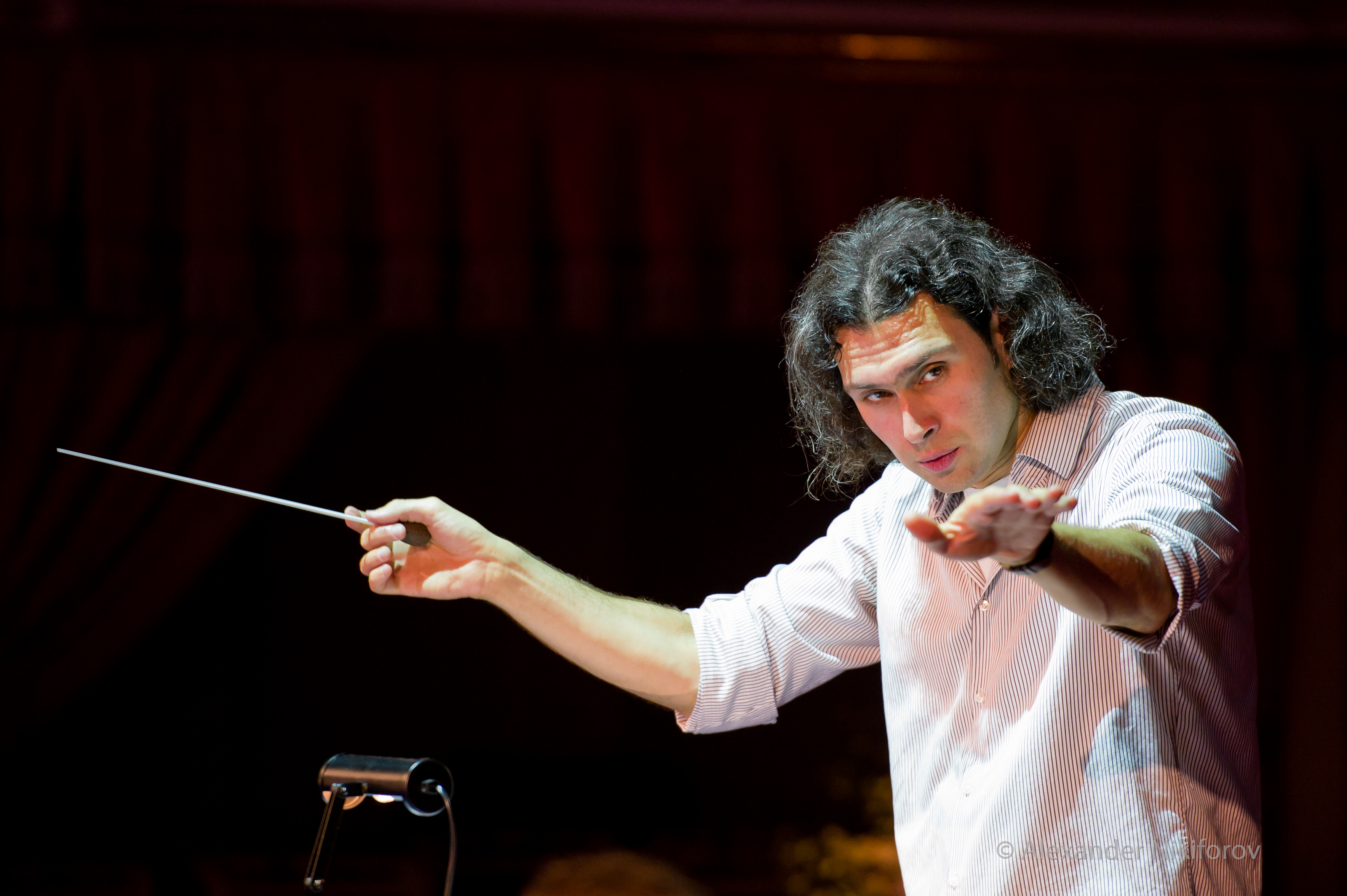
2011년의 블라디미르 유롭스키

블라디미르 미하일로비치 유롭스키(러시아어: Владимир Михайлович Юровский, 1972년 4월 4일 ~ )는 러시아 모스크바에서 태어난 러시아의 지휘자이다. 미하일 유롭스키의 아들이기도 하다.

## 삶과 음악
유롭스키는 모스크바 음악원에 입학하면서 음악을 공부하기 시작했다. 1990년, 그의 가족은 독일로 이주했는데, 이때 그는 드레스덴 음악대학과 한스 아이슬러 음악대학에서 각각 학위를 마치게 된다. 그는 롤프 로이터(Rolf Reuter)에게 지휘법을 사사했고 세묜 스키진에게 성악 레슨을 받았다. 그는 1991년, 콜린 데이비스 경의 지휘법 마스터 클래스에 참여해서 시벨리우스 교향곡 제7번을 공부했다.
유롭스키가 국제적으로 명성을 알리게 된 계기는 1995년에 벡스포드 음악제에 참여한 것인데 여기서 그는 니콜라이 림스키코르사코프의 오페라 5월의 밤을 상연했고 이듬해는 지아코모 마이어베어의 북극성을 무대에 올렸는데 참고로 이 공연은 낙소스에서 음반으로 발매되었다. 1996년 4월, 그는 영국의 코벤트 가든에서 왕립 오페라하우스에서 데뷔했는데, 그는 로스앤젤레스 필하모닉과 함께 나부코를 공연했다.
1996/1997 시즌에, 유롭스키는 베를린 코미셰 오퍼(Berlin Comische Oper)의 카펠마이스터(부지휘자)로 합류하게 된다. 그는 1년 후, 정 지휘자의 자격을 얻게 되었고 2001년까지 상근직으로 일하였다. 2001년부터 2003년까지, 그는 볼로냐 시립극장(Teatro Communale Di Bologna)의 수석 객원 지휘자를 역임했다.
2000년 8월, 유롭스키는 글린드본 오페라 페스티벌(Glyndebourne Festival Opera)의 음악 감독으로 임명되어 2001년부터 활동하기 시작했다. 그는 런던 필하모닉 오케스트라(LPO)와는 2001년 12월 처음으로 호흡을 맞췄다. 2003년, 그는 LPO의 수석 객원 지휘자와 러시안 내셔널 오케스트라(RNO)의 연구 지휘자로 선임되었다. 그는 이와 동시에 현재 러시안 내셔널 오케스트라의 수석 객원 지휘자와 계몽시대 오케스트라(en:Orchestra of the Age of Enlightenment)의 상임 아티스트로 활동중이다. 유롭스키는 웨일스 국립 오페라단(es:Welsh National Opera)에서부터 2004년 카를로 리치의 사임으로 공석이 된 음악 감독직을 제안받기도 했다. 그는 글린드본의 음악 감독 시절 평론가들로부터 굉장한 찬사를 받았으며 그 또한 개인적으로 글린드본에서의 근무 조건이 매우 좋았다고 언급했다.
2006년, 유롭스키는 LPO의 11대 상임 지휘자로 선출되어 2007/2008시즌부터 활동을 시작하였다. 그의 첫 번째 계약기간은 5년이다. 유롭스키는 취임 이래 LPO와 함께 녹음한 음반을 여러장 출시했다. 2007년 4월, 유롭스키는 다른 일곱 명의 영국 오케스트라와 지휘자와 함께 "탁월함을 만드는 21세기의 오케스트라"라는 10년 기한의 클래식 음악 선언에 동참하기로 결정했는데, 이 선언은 영국 내 클래식 음악의 저변을 넓히기 위해 영국의 모든 학생들을 무료로 오케스트라 공연 관람에 초대하는 것과 같은 실천 강령을 담고 있다. 2007년 5월, 그는 2007 로열 필하모닉 협회가 선정하는 지휘자 부문 음악상을 수상했다.
유롭스키는 미국 무대에서 2005년 10월 필라델피아 오케스트라와 함께한 공연으로 찬사를 받으며 새로운 시장에 연착륙하는데 성공했다. 그는 2007년 2월 필라델피아 오케스트라와의 객원 지휘를 통해 다시금 찬사를 받았다. 2009년 3월에 있었던 필라델피아 오케스트라와의 공연에서 말러의 침묵의 노래를 성공적으로 보여주었다.
유롭스키와 그의 아내 패트리샤 사이에는 두 명의 자녀인 마르타와 유리가 있다. 이들은 현재 베를린에 거주하고 있다.